# Cinabro
Il cinabro o cinnabrite o cinnabarite è un minerale dall'aspetto rossiccio costituito da solfuro di mercurio (formula chimica HgS) e per questo appartenente alla classe dei solfuri. Noto già ai Greci (in greco antico:  κιννάβαρι?, cfr. latino cinnàbaris). Dato il suo contenuto in mercurio, è da considerarsi tossico.
Da questo minerale, tramite arrostimento e successiva condensazione, si estraeva il mercurio.
I più importanti giacimenti si trovano ad Almadén in Spagna, (un tempo i giacimenti più produttivi), in Italia nella zona del Monte Amiata (con quelli che furono i secondi giacimenti più produttivi al mondo) e a Idria in Slovenia. Il Patrimonio del mercurio di Almadén ed Idria è un sito patrimonio mondiale dell'umanità riconosciuto nel 2012 dall'UNESCO.
Nel 2024 è stato scoperto che già le popolazioni neolitiche del sesto millennio a.C. erano in grado di estrarre questo materiale.

## Abito cristallino
Cristallizza nel sistema trigonale. In genere si presenta in masse che hanno un tipico colore rosso vivo.
Le uniche località in cui sia frequente la formazione di splendidi cristalli fino a dimensioni di alcuni centimetri si trovano nella provincia cinese dello Hunan.
Esistono due forme cristalline. Il pigmento derivato dal cinabro si estrae da quella α, che possiede struttura trigonale, mentre esiste una seconda forma detta β o metacinabro, microcristallina, con struttura cubica.
Il cinabro esposto alla luce annerisce, e se conservato in ambienti umidi si deteriora rapidamente, scurendosi.

## Origine
Ha un'origine magmatica teletermale, cioè a temperature dei fluidi di formazione inferiori ai 100 °C.
Si forma nei pressi dei vulcani, sia in stato di quiescenza che prossimi all'estinzione (ossia vulcani praticamente spenti o quasi), principalmente da vene d'acqua termali profonde a temperatura inferiore ai 100 gradi centigradi ricche in minerali e da vene magmatiche superficiali fredde.
Il cinabro, come lo zolfo e altri minerali, è un prodotto dell'attività vulcanica secondaria, ossia un complesso insieme di fenomeni che interessano il territorio attorno al vulcano e che sono tutti più o meno strettamente correlati alla presenza di magma a vari stadi di temperatura. Il cinabro non è presente però, a differenza dello zolfo, in quasi tutte le aree vulcaniche ma solo in un ristretto numero di esse, in cui vi siano le condizioni che concorrano alla sua formazione.

## Giacitura

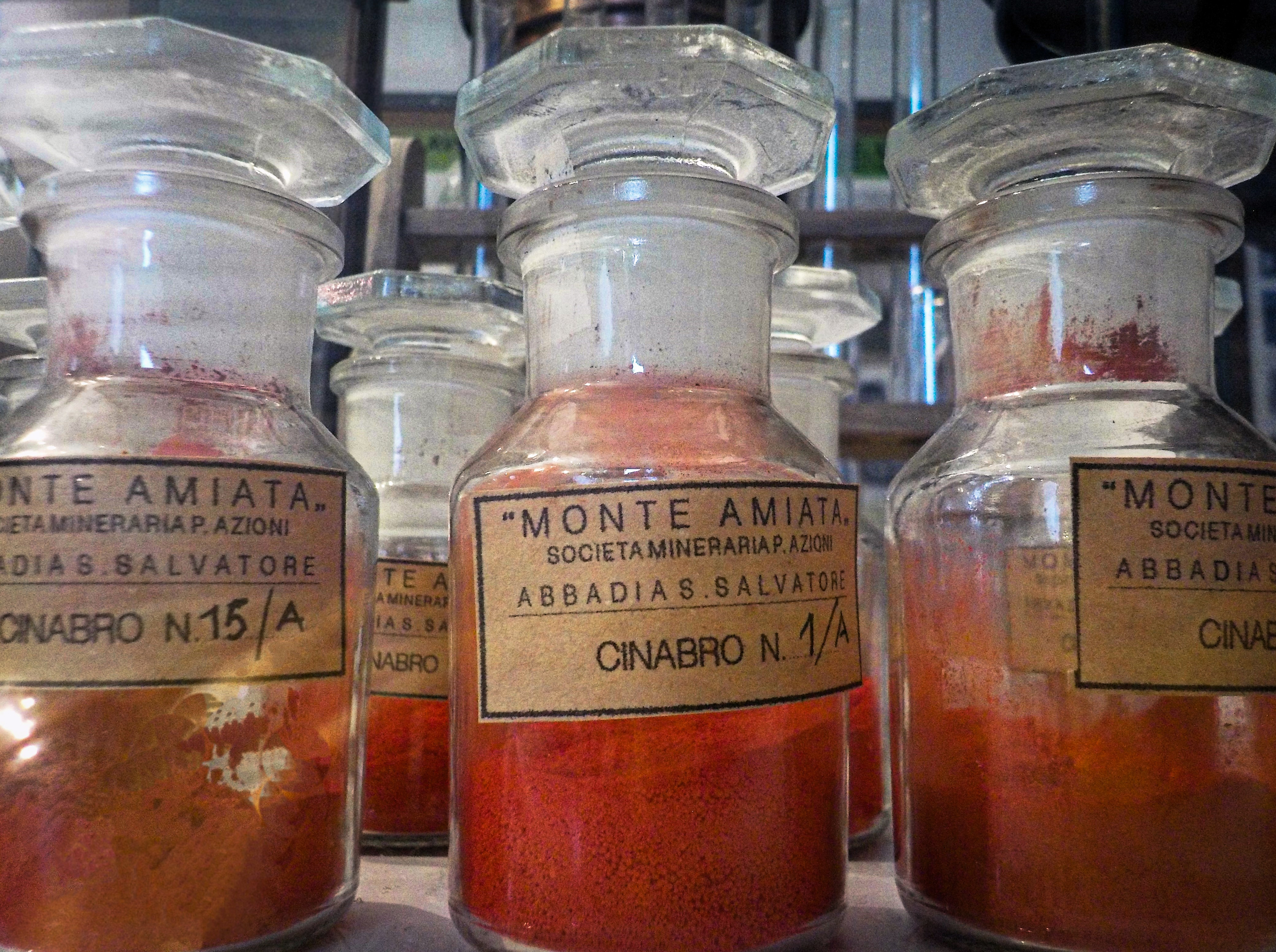
Campioni di polvere di cinabro dal M. Amiata in boccette. Collezione esposta al Museo Minerario di Abbadia San Salvatore, Toscana

Si trova come impregnazione di diverse rocce, generalmente in piccole quantità.

È possibile trovare piccoli cristalli nei litoclasi o in cavità.
Nella zona di Idria si trova in masse compatte, e talora cristalline, frammisto a idrocarburi (fra i quali la idrialite). Nella zona del Monte Amiata è diffuso in masse compatte e granulari o come fine impregnazione di rocce sedimentarie, argillose, calcaree e arenacee o, più raramente, nella trachite.

### Forma in cui si presenta in natura
Raramente si presenta in piccoli cristalli, solitamente si rinviene in masse compatte informi, terrose o granulari o efflorescenze.

## Caratteri fisico-chimici
Evapora al cannello; solubile in acido nitrico e nell'acqua regia. Scaldato in tubo chiuso volatilizza senza fondere e dà sublimato nero di HgS che, per confricazione (strofinamento) diviene di un bel colore rosso; scaldato con carbonato di sodio o con cianuro di potassio dà sublimato di mercurio metallico nella parte fredda del tubo.

## Usi

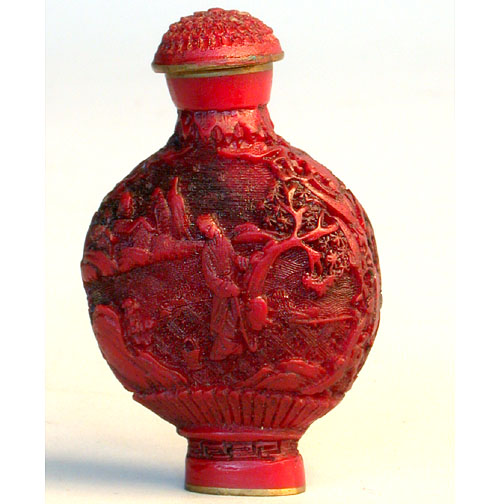
Lacca cinese ottenuta dal cinabro, fine dinastia Qing, collezione Adilnor, Svezia.

Il cinabro, sia naturale sia sintetizzato, è stato usato in pittura per produrre il pigmento vermiglione, oltre che per l'estrazione del mercurio.
Inoltre è sempre servito, fin dall'antichità, per separare l'oro dalle impurità dei minerali nei quali è contenuto.

### Alchimia e filosofia
Per la sua capacità di trasformarsi in mercurio, il cinabro è alla base di tutto il pensiero alchemico cinese dell'antichità, e riveste un ruolo di primaria importanza anche nelle tecniche di longevità e di ricerca dell'elisir di immortalità, proprie del Taoismo.
Il cinabro veniva utilizzato sia nell'alchimia esteriore o exoterica (waidan) per convertire il piombo (di natura yin) in oro puro (di natura yang), sia in quella interiore o esoterica (neidan), in cui il crogiuolo dell'alchimista di colore rosso-cinabro (tan) assume un significato simbolico e spirituale.
Il cinabro nell'alchimia cinese è così la materia prima della pietra filosofale. In altre parole, esso è il materiale di base per l'elaborazione dell'oro nell'alchimia esterna e dell'elisir di immortalità  nell'alchimia interiore.

#### Icampi di cinabro
Il termine «campi di cinabro» (tan t'ien) indica nel taoismo anche certe zone del corpo umano che sono sede di trasformazioni e di mutazioni, e che prendono il nome dalla sostanza alchemica ad essi affine.

#### In Occidente

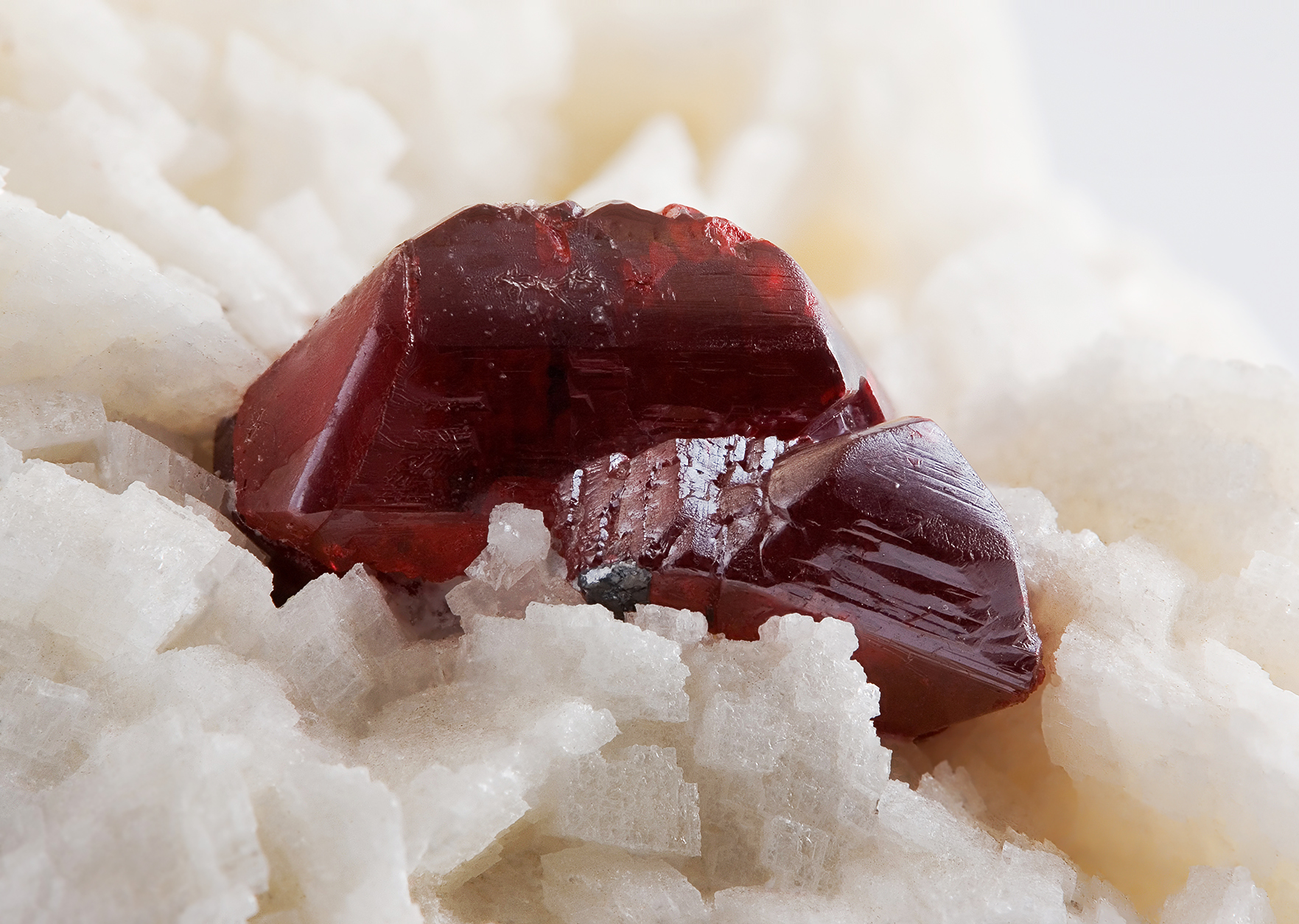
Un cristallo di cinabro su della dolomite

In Occidente il cinabro era conosciuto sin dall'antichità, venendo utilizzato non solo da parte di pittori e miniaturisti, ma anche di alchimisti. Nel Medioevo divenne celebre quale risultato della combinazione chimica dei due principi più ricorrenti in alchimia, ovvero il mercurio, simbolo del femminile, e dello zolfo, simbolo del maschile, i quali incontrandosi all'interno dell'ampolla sono chiamati a dare luogo all'androgino, metafora della pietra filosofale capace di trasmutare i metalli vili in oro.
Utilizzato in seguito da Immanuel Kant come esempio nella complessa dimostrazione di una regolarità delle apparenze (fenomeni), tale regolarità è ammessa come fondamento della possibilità riproduttiva dell'immaginazione nell'ambito della deduzione trascendentale dei concetti puri dell'intelletto.
A tal proposito anche lo scrittore ed esoterista italiano Julius Evola riprende il nome del minerale per il titolo di un suo libro, Il cammino del cinabro, che, dietro un'apparente autobiografia, risulta essere un testo che esplica il pensiero esoterico e alchemico dello stesso Evola.

### Medicina
Oltre a ricorrere ampiamente nella medicina tradizionale cinese, il cinabro fu utilizzato come rimedio terapeutico dal filosofo, poeta e medico autodidatta Tommaso Campailla (Modica, 7 aprile 1668 – Modica, 6 febbraio 1740) come componente per la cura della sifilide, facendolo evaporare per mezzo di un braciere dentro una "botte" (che non era altro che una stufa coperta), da lui ideata sulla base di un prototipo francese di quel tempo, ma modificata nei materiali di rivestimento interno.

## Precauzioni
A causa del suo contenuto in mercurio, il cinabro è considerato tossico per l'uomo e l'ambiente. Durante l'antica Roma, schiavi e detenuti venivano mandati a lavorare nelle miniere di cinabro di Almadén, in Spagna: tale pena era equiparata ad una condanna a morte, a causa della scarsa aspettativa di vita dei condannati, costretti a vivere a contatto con questo minerale.